# 苏共纲领
苏共纲领（俄语：Платформы в КПСС）是指1988年—1991年苏联共产党内部出现的思想政治派系，它们通常围绕一份政治纲领而形成。

## 流派
1. 斯大林主义派——苏共布尔什维克纲领，支持约瑟夫·斯大林及其政策。
2. 正统派——“苏联联合工人阵线”和“俄罗斯苏维埃联邦社会主义共和国共产党共产主义倡议运动”，它们对“某些力量试图改变苏共的社会本质”和“企图抹黑马克思列宁主义”的行为表示担忧，主张捍卫“改革的共产主义方向”和“实践列宁主义思想”。
3. 马克思列宁主义派——苏共马克思主义纲领的部分成员，认为有必要对苏共进行清理，回归马克思列宁主义的根源。
4. 改革派——苏共马克思主义纲领的部分成员和苏共民主纲领的部分成员，主张革新苏共，并基于欧洲共产主义和民主社会主义改变其意识形态。
5. 民主派——苏共民主纲领的部分成员和“苏共民主运动”，要求对苏共进行彻底改革，最终将其转变为社会民主党[1][2]。